# Toni-Markus Turunen
Toni-Markus Turunen (ur. 11 lipca 1984) – fiński snowboardzista. Na mistrzostwach świata w Whistler zajął 23. miejsce w halfpipe’ie. Nigdy nie startował na zimowych igrzyskach olimpijskich. Najlepsze wyniki w Pucharze Świata osiągnął w sezonie 2003/2004, kiedy to zajął 7. miejsce w klasyfikacji halfpipe’a. Jest brązowym medalista mistrzostw świata juniorów w halfpipe’ie z 2000 r.

## Sukcesy

### Mistrzostwa Świata
| Miejsce | Dzień       | Rok  | Miejscowość | Konkurencja | Zwycięzca   |
| ------- | ----------- | ---- | ----------- | ----------- | ----------- |
| 23.     | 22 stycznia | 2005 | Whistler    | Halfpipe    | Antti Autti |

### Puchar Świata

#### Miejsca w klasyfikacji generalnej
- 2001/2002 - 36.
- 2002/2003 - -
- 2003/2004 - -
- 2004/2005 - -
- 2005/2006 - 59.
- 2006/2007 - 158.
- 2007/2008 - 100.
- 2008/2009 - 187.

#### Miejsca na podium
1. Bardonecchia – 12 marca 2004 (halfpipe) - 2. miejsce